# Портрет Филиппа IV (1656)
«Портрет короля Филиппа IV» (исп. Último retrato de Felipe IV, буквально — «последний портрет Филиппа IV») — картина испанского живописца Диего Веласкеса.
Картина предположительно создана в 1656 году и хранится в Лондонской Национальной галерее.
На этом полотне автор изобразил Филиппа IV несущим знак ордена Золотого Руна на золотой цепочке. Данное изображение короля — один из последних портретов Филиппа IV, нарисованных Веласкесом. Существует множество копий и версий этого портрета.